# 영락교회

영락교회 본당 건물의 모습.

영락교회(永樂敎會, Youngnak Presbyterian Church)는 서울 중구 수표로 33에 있는 대한예수교장로회(통합) 서울노회 소속 교회이다. 대한민국 최초의 대형교회이다. 현재 담임은 김운성 목사이다.

## 역사
한경직 목사가 1945년 12월 2일 서울시 영락동 소재 천리교 경성분소를 미군정으로부터 종교 적산으로 불하받아 북한에서 월남한 피난민 중심으로 27명이 모여 설립한 베다니 전도 교회(영락교회의 옛 이름)가 영락교회의 모태이다.
베다니전도교회는 창립 1년 만에 1500명으로 급성장하자 1946년 11월 교회 명칭을 영락교회로 바꾸고 1947년 한국에서 최초로 2부 예배를 실시하였으며 1949년에 교인이 6000명으로 증가하였다.
1949년말 여순 반란 사건이 발생하자 교회가 연합하여 지리산 일대에 십자군 전도대를 파견할 때 1950년 1차 전도대에 참여하여 지리산 일대의 치안과 복음화를 하면서 전국 순회 전도집회를 개최하였으며 1950년 5월 350평의 2층 석조건물 교회당을 완공하고 한국전쟁 중에 부산으로 피난하여 부산 영락교회를, 1951년에 대구 영락교회를, 1952년에 제주 영락교회를, 1961년에는 영락기도원을 설립했다.

## 교회 기관
- 영락 기도원
- 설악산 수양관
- 영락 수련원
- 영락 사회복지재단
- 영락 동산 (공원묘원)
- 한경직 목사 기념 사업회
- 한경직 목사 기념 도서관

## 교구 편성
원활한 심방과 교우 관리 등을 위해 1969년부터 교구제를 실시하고 있는데, 모든 교구에는 담당 목사가 있고, 일부 교구에는 해당 교구의 안정적인 목회를 돕는 목사 (슈퍼바이저)가 함께 배정된다.

### 서울 지역
- 1교구 : 강남구
- 2교구 : 강동구, 송파구
- 3교구 : 성동구, 광진구
- 4교구 : 중구, 용산구
- 5교구 : 관악구, 동작구, 금천구
- 6교구 : 강서구, 구로구, 양천구
- 7교구 : 서대문구, 은평구
- 8교구 : 동대문구, 중랑구
- 9교구 : 마포구, 영등포구
- 10교구 : 종로구, 성북구
- 11교구 : 노원구
- 12교구 : 강북구, 도봉구
- 13교구 : 서초구

### 인천 지역
- 14교구 : 인천광역시,부천시

### 경기 지역
- 15교구 : 성남시 외 경기도 동부
- 16교구 : 고양시, 파주시 외 경기도 북부
- 17교구 : 안양시, 수원시 외 경기도 남서부
- 18교구 : 용인시, 화성시 외 경기도 남동부

## 연혁

### 1940년대
- 1945년 : 공산주의를 피해 월남한 27명의 성도들이 한경직 목사를 중심으로 창립예배 거행 (교회 이름 : 베다니 전도교회, 교회당 : 일본 천리교 경성분소 개조)
- 1946년 : 교회 이름을 <영락교회>로 개명, 경기노회 가입
- 1947년 : 주일 예배 2부제 실시, 강신명 동사목사 청빙, 천막교회당 침수로 인해 건축위원회 조직
- 1948년 : 장로 24인으로 당회 조직
- 1949년 : 석조건물 교회당 기공, 한경직 담임목사와 강신명 동사목사의 위임식 진행

### 1950년대
- 1950년 : 미완성의 교회당에서 입당예배 거행, 한국전쟁으로 인해 김응락 장로와 김창화 집사가 교회당을 지키다가 공산군에 의해 순교
- 1951년 : 피난지에서 예배를 드리던 교우들이 힘을 모아 각자의 피난지에서 부산영락교회, 대구영락교회 설립
- 1952년 : 제주영락교회 설립
- 1953년 : 2부 예배제 재실시
- 1954년 : 본전 예배당 내부 공사 완료와 동시 헌당식
- 1955년 : 대한예수교장로회 제40회 총회 본교회당에서 개회, 한경직 목사 총회장 당선 및 경기노회장 당선, 최초의 해외선교사로 타이에 최찬영 선교사 파송
- 1955년 : 강신명 동사목사 시무 사면, 교회창립 10주년 기념
- 1956년 : 영락 공원묘원 조성
- 1957년 : 사회복지법인 <영락사회복지재단> 설립
- 1959년 : 교회 직영 교육기관으로 영락중학교, 영락고등학교 설립

### 1960년대
- 1960년 : 장년 면려회가 월간 <면려> 창간 발행
- 1961년 : 영락 기도원 본전 신축
- 1963년 : 3부 예배제 실시
- 1964년 : 월간 <면려>의 명칭이 <영락>으로 변경
- 1965년 : 교회창립 20주년 기념
- 1966년 : 영락유치원 개원, 선교관 봉헌, 월간 <영락>의 명칭이 제호 <영락월보>로 변경
- 1967년 : 성가대를 시온, 호산나, 임마누엘, 베다니로 새로 조직
- 1969년 : 교구제 실시 (3개 교구)

### 1970년대
- 1973년 : 한경직 목사 원로목사 추대, 박조준 목사 담임목사 임명, 봉사관 봉헌, 평신도부가 월간 <만남> 창간
- 1974년 : 한경직 목사 서울노회 공로목사 추대, 한경직 목사 기념도서관 개관
- 1975년 : 교회창립 30주년 기념 (한경직 목사 기념관 봉헌)
- 1978년 : 본당 증축 헌당예배
- 1979년 : 설악산 수양관 준공

### 1980년대
- 1980년 : 주일예배 성도 2만명 돌파
- 1982년 : 5부 예배제 실시
- 1984년 : 박조준 담임목사 시무 사면
- 1985년 : 김윤국 담임목사 부임, 교회창립 40주년 기념 (영락모자원 원사 및 영락경로원 원사 신축)
- 1987년 : 교회 업무 전산화 실시, 전산실 개설
- 1988년 : 김윤국 담임목사 시무 사면, 임영수 담임목사 부임
- 1989년 : 영락 농아인교회 지교회로 독립

### 1990년대
- 1990년 : 영락보린원 신축, 영락고등학교 강당 신축
- 1991년 : 교회창립 50주년 기념사업위원회 발족
- 1992년 : 한경직 원로목사 템플턴상 수상
- 1993년 : 전담목회제 실시 (심방, 선교, 예배, 교육, 사회, 상담, 행정 등 전담목사 임명), 19교구 1,920구역 편성
- 1994년 : 교회창립 50주년 기념 (50주년 기념관 기공, 애니아의 집 설립, 노인요양원 준공)
- 1995년 : 교회창립 50주년 기념 (장로회 신학대학교 <한경직 목사 기념예배당> 신축 지원)
- 1997년 : 임영수 담임목사 시무 사면, 이철신 담임목사 부임, 50주년 기념관 준공
- 1998년 : 국제예배 창립, 영락교회 50년사 발간, 50주년 기념관 헌당
- 1999년 : 교회 종합정보 시스템 구축, 월간 <만남> 300호 발행, 젊은이예배 베다니홀에서 첫 예배

### 2000년대
- 2000년 : 한경직 원로목사 소천, 교회 본당 지붕 및 십자가탑 보수
- 2001년 : 수유리 기도원 개축, 본당 내부 인테리어 리모델링
- 2002년 : 한경직 목사 탄생 100주기, 베다니홀 2층 천장 붕괴사고 발생
- 2003년 : 봉사관 리모델링
- 2004년 : 한경직 목사 기념관 리모델링
- 2005년 : 교회창립 60주년 기념 (영락중학교 강당 신축, 중국 장춘신학교 설립 지원), 한경직 목사 기념 전시관 개관
- 2007년 : 김창화 집사 순교기념비 제막, 교회학교 혁신위원회 조직
- 2008년 : 영락 소규모 요양원 신축, 영락 애니아의 집 증축
- 2009년 : 대한예수교장로회 300만 서울노회 전진대회

### 2010년대
- 2010년 : 교회창립 65주년 기념 (영락 노인전문 요양원 개원)
- 2011년 : 한경직 목사 기념관 증축
- 2012년 : 영락교회 역사 자료실 개관
- 2013년 : 교회창립 70주년 기념사업위원회 발족, 장로회신학대학교 영성생활관 내 한경직기념도서실 개관
- 2014년 : 남한산성 영락 여자 신학원을 영락 수련원으로 변경하여 리모델링 공사 실시, 영락 여자 신학원 폐원, 남한산성 영락 수련원 준공
- 2015년 : 교회창립 70주년 기념 (교회창립 70주년 기념 음악회, 영락 작곡가 70곡 헌정 음악회, 남한산성 영락 수련원 개원)
- 2016년 : 러시아 블라디보스토크 극동교회 기공예배, 한경직 목사 우거처 환경정비공사 착공

## 당회 (2017년)

### 당회 분과 위원회
- 운영위원회
- 선교 및 사회 분과위원회
- 교육 분과위원회
- 교구 및 목양 분과위원회
- 행정 및 재정관리 분과위원회

### 당회 특별 위원회
- 예배위원회
- 인사위원회
- 장학위원회
- 공천위원회
- 선거집행위원회
- 70주년 기념사업위원회
- 공간조정위원회
- 헤븐리사역위원회
- 자산통합위원회
- 청빙위원회
- 제도혁신위원회
- 디지털연구위원회
- 젊은이활성화 소위원회

### 법인 및 교회기관 운영위원회
- 재단법인 서울영락교회 유지재단
- 사회복지법인 영락사회복지재단
- 학교법인 영락학원
- 사단법인 한경직 목사 기념 사업회
- 재단법인 영락공원묘원
- 영락수련원 운영위원회
- 영락어린이집 운영위원회
- 역사자료실 운영위원회

## 역대 담임목사
| 대수 | 임기            | 이름        | 비고                                              |
| ---- | --------------- | ----------- | ------------------------------------------------- |
| 1대  | 1945년 ~ 1973년 | 한경직 목사 | 2000년 4월 19일 소천                              |
| 동사 | 1947년 ~ 1955년 | 강신명 목사 | 새문안교회 담임목사 시무, 1985년 6월 22일 소천    |
| 2대  | 1973년 ~ 1984년 | 박조준 목사 | 갈보리교회 담임목사 시무, 국제독립교회연합회 설립 |
| 3대  | 1985년 ~ 1988년 | 김윤국 목사 | 시카고한인교회 담임목사 시무, 2016년11월23일 소천 |
| 4대  | 1988년 ~ 1997년 | 임영수 목사 | 모새골 공동체 대표, 모새골교회 협력목사           |
| 5대  | 1997년 ~ 2018년 | 이철신 목사 | 인천제일교회 담임목사 시무, 현 영락교회 원로목사  |
| 6대  | 2018년 ~ 현재   | 김운성 목사 | 부산 땅끝교회 담임목사 시무                       |